# نیکولای رشایف
نیکولای رشایف (انگلیسی: Nikolai Rasheyev; ۸ آوریل ۱۹۳۵ – ۵ اکتبر ۲۰۲۱) بازیگر، کارگردان فیلم، و فیلم‌نامه‌نویس اهل اتحاد جماهیر شوروی سوسیالیستی بود.